# Udayagiri (Madhya Pradesh)

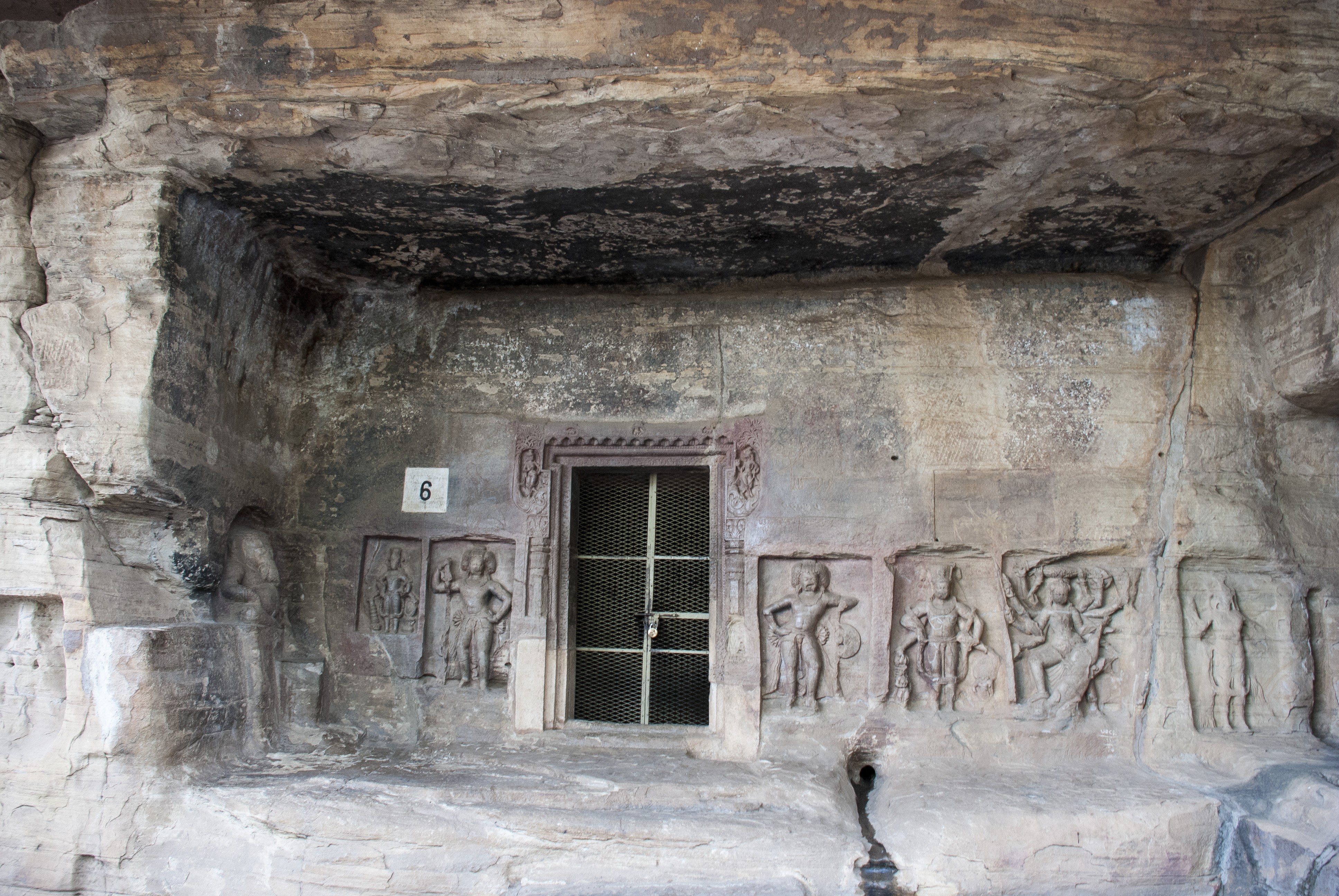
Udayagiri-Höhlentempel – Eingangsfassade der Höhle 6

Die hinduistischen Höhlentempel von Udayagiri im indischen Bundesstaat Madhya Pradesh gehören zu den eindrucksvollsten Monumenten indischer Höhlenarchitektur. Sie gehören im weitesten Sinne zur Gruppe der sogenannten Gupta-Tempel.

## Lage
Die Udayagiri-Höhlentempel liegen ganz in der Nähe des Flusses Bes etwa 5½ Kilometer (Fahrtstrecke) nordwestlich von Vidisha beziehungsweise etwa 13 Kilometer nördlich von Sanchi. Die historisch bedeutsame Heliodoros-Säule vom Beginn des 2. Jahrhunderts v. Chr. befindet sich nur etwa 4½ Kilometer in nordöstlicher Richtung entfernt.

## Geschichte
Die Udayagiri-Höhlen stammen in ihrer heutigen Gestalt im Wesentlichen aus dem ausgehenden 4. und beginnenden 5. Jahrhundert, d. h. der Herrschaftszeit des Gupta-Herrschers Chandragupta II. (reg. ca. 375–415). Es finden sich jedoch sowohl ältere Spuren aus der Zeit seines Vaters Samudragupta (reg. ca. 335–375) als auch Inschriften seines Sohnes und Nachfolgers Kumaragupta I. (reg. ca. 415–455). In islamischer Zeit wurden die figürlichen Bildwerke in den Höhlen teilweise zerstört; der ganze Komplex fiel der Vergessenheit anheim.

## Höhlentempel

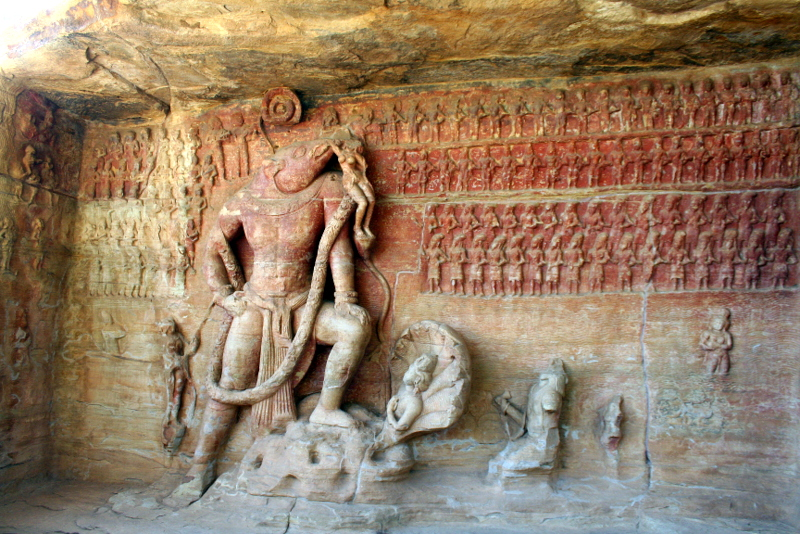
Vishnu in seiner Eber-Inkarnation (varaha) im Vorraum der Höhle 6.

Die einzelnen Höhlen wurden ausgehenden 19. Jahrhundert von Alexander Cunningham, dem Begründer des Archaeological Survey of India durchnummeriert. Die meisten Höhlen haben weder Wand- noch Deckenschmuck; die ursprünglich mit Sicherheit vorhandenen Kultbilder waren wahrscheinlich aus Holz, das sich jedoch nicht erhalten hat.

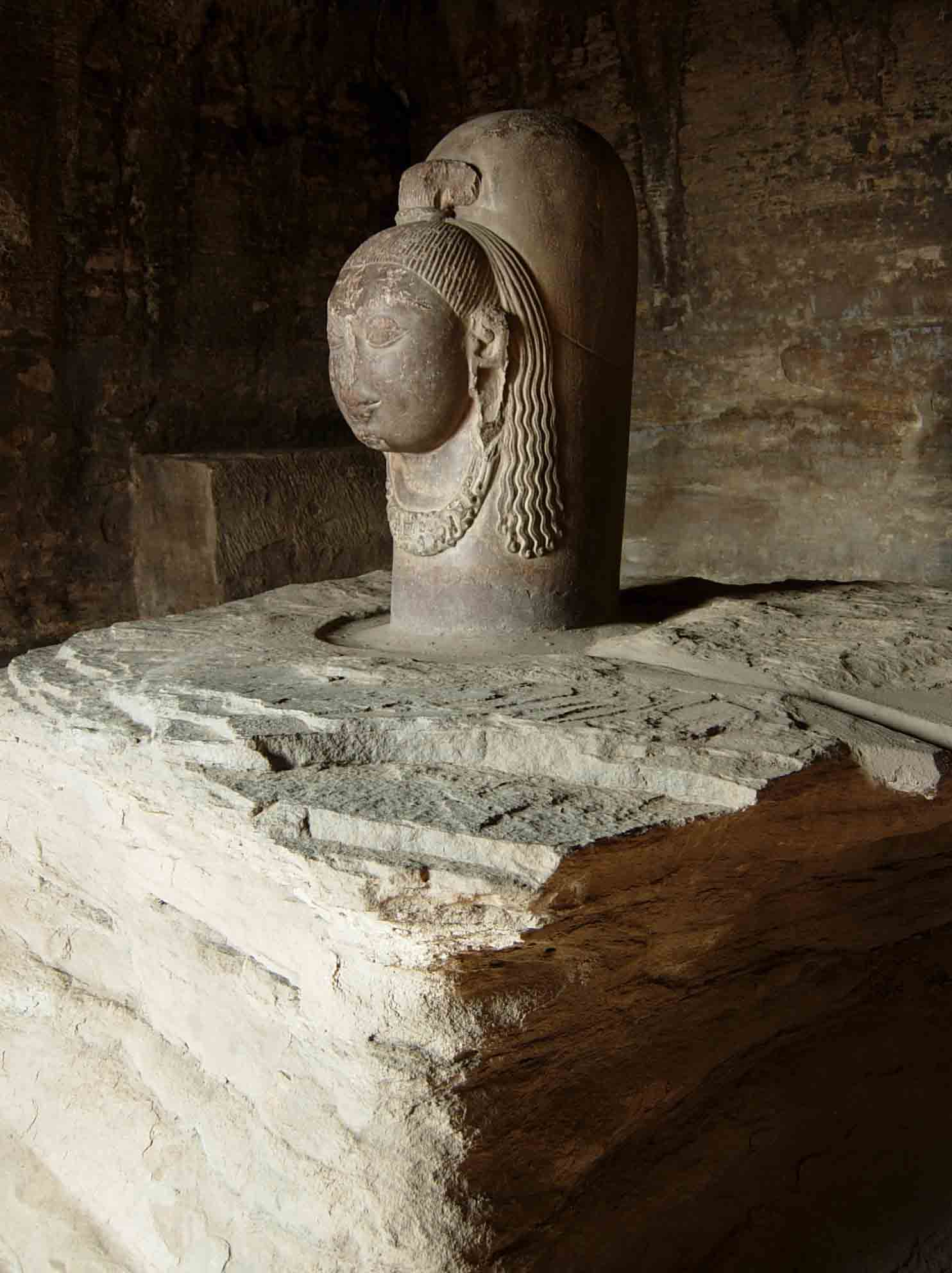
Gesichts-Lingam Shivas in Höhle 4

Höhle 1Die Höhle Nr. 1 hat eine – für einen Höhlentempel äußerst ungewöhnliche – freistehende Säulenvorhalle (mandapa), deren klobig wirkende Pfeiler in topfartigen Kapitellen enden, aus denen Blattwerk quillt; den oberen Abschluss bilden undekorierte viereckige Kämpferplatten. Insgesamt entspricht die Höhle in ihren Proportionen dem Tempel Nr. 17 in Sanchi; sie verdeutlicht den Übergang von der frühen Höhlenarchitektur zur späteren strukturell-konstruktiven Tempelarchitektur.
Höhle 3Im Innern der Höhle 3 findet sich eine Reliefdarstellung des Hindu-Kriegsgottes Skanda oder Karttikeya.
Höhle 4Das Portal dieser Höhle ist mehrfach abgestuft und außergewöhnlich reich mit pflanzlichen Motiven ornamentiert; es endet in einem breiten T-förmigen Sturz. Links und rechts des Eingangs befinden sich zwei arg zerstörte Wächterfiguren (dvarapalas oder pratiharas); weiter außen stehen zwei Säulen, deren Schaft sich von einem quadratischen hin zu einem achteckigen und dann sechzehneckigen Querschnitt fortentwickelt. Von einer skulptierten Gruppe der sieben Matrikas ist nicht mehr viel erhalten. Im Innern erhebt sich ein knapp meterhoher – aus dem natürlichen Felsgestein herausgehauener – feinpolierter Lingam mit einem Gesicht des Gottes Shiva, das jedoch in späterer Zeit mehrere Beschädigungen erlitt. Die rückwärtige Seite des Lingam zeigt feine Linien, die die Form einer Eichel nachahmen; der Lingam steht in einer Yoni-artigen Vertiefung mit einer seitlichen Abflussrinne für Opferflüssigkeiten aller Art (Milch, Wasser etc.).
Höhle 6Im Vorraum der Höhle Nr. 6 befindet sich das relativ gut erhaltene Felsrelief des ebergestaltigen Gottes Vishnu (varaha). Es zeigt den Augenblick, in welchem der Gott die vom Dämon Hiranyaksha in die Tiefen des Ozeans entführte Erdgöttin Bhudevi im Schlamm erschnüffelt hat und sie behutsam auf seine Hauer nimmt, während sein linker Fuß den schlangenförmigen Dämon zu zerquetschen droht, der seinem Ende jedoch durch die Anbetung des Gottes entgehen kann (oft wird er auch von Vishnu/Varaha getötet). Links und rechts des feindekorierten Eingangsportals mit zwei schönen salabhanjikas seitlich des T-förmigen Sturzes stehen große Wächterfiguren mit Äxten; zusätzlich finden sich Darstellungen Vishnus mit seinen Attributen. Auf der rechten Seite befindet sich darüber hinaus noch ein Relief der Göttin Durga als Büffeltöterin (mahisasurmardini).
Höhle 13Im Innern der Höhle Nr. 13 befindet sich eine Darstellung des auf der kosmischen Schlange Ananta oder Shesha ruhenden Gottes Vishnu (narayana). Diese – eng mit dem hinduistischen Schöpfungsmythos verbundene – Szene war im indischen Kulturraum sehr populär und ist mehrfach dargestellt worden (Dashavatara-Tempel, Budhanilkantha u. a.). Eine seitlich des Gottes befindliche kniende Figur ist als Chandragupta II. interpretiert worden.
Höhle 19Auch die Höhle 19 besaß ehemals eine freistehende Vorhalle, von der sich jedoch nur einige Pfeilerstümpfe erhalten haben. Der Rahmen des Portals ist außergewöhnlich reich mit vegetabilischen Motiven und mit Figuren geschmückt: Im unteren Bereich finden sich die personifizierten Flussgöttinnen Ganga und Yamuna sowie zwei Wächter; der darüberbefindliche Rahmen zeigt himmlische Liebespaare (mithunas). Oberhalb des T-förmigen Türsturzes ist ein Relief mit der Darstellung des Quirlens des Milchozeans, eines uralten hinduistischen Schöpfungsmythos, zu sehen.

## Sonstiges
Einige Archäologen vermuten, dass die berühmte Eiserne Säule im Qutb-Komplex von Delhi ursprünglich von hier stammt und in mittelalterlicher Zeit dorthin verbracht wurde.